# El gólem de Limehouse
El gólem de Limehouse (originalment en anglès, The Limehouse Golem) és una pel·lícula de misteri i terror britànica del 2016 dirigida per Juan Carlos Medina a partir d'un guió de Jane Goldman. La pel·lícula, una adaptació de la novel·la de misteri de Peter Ackroyd Dan Leno and the Limehouse Golem (1994), és protagonitzada per Olivia Cooke, Bill Nighy i Douglas Booth. La pel·lícula es va estrenar al Festival Internacional de Cinema de Toronto el 10 de setembre de 2016. Es va projectar al Regne Unit l'1 de setembre de 2017 amb Lionsgate. El gólem de Limehouse va rebre majoritàriament crítiques positives dels crítics de cinema. Té una puntuació d'aprovació del 74% al lloc web de l'agregador de ressenyes Rotten Tomatoes, basat en 78 crítiques, amb una mitjana ponderada de 6,4 sobre 10. Ikon London Magazine va comentar que "la pel·lícula es va rodar exquisidament, amb decorats d'època, ubicacions i vestuari fantàstics". El 14 de maig de 2021 es va estrenar el doblatge en català a TV3.

## Argument
Londres, 1880. Una sèrie d'assassinats al perillós districte de Limehouse té terroritzats els veïns. Els terribles crims són comesos per un assassí conegut pel nom de Gólem i són investigats per l'expert detectiu Kildare.

## Repartiment
- Bill Nighy com a l'inspector John Kildare
- Olivia Cooke com a Elizabeth "Lizzie" Cree
  - Amelia Crouch com a la jove Elizabeth
- Douglas Booth com a Dan Leno
- Daniel Mays com a Constable George Flood
- Sam Reid com a John Cree
- María Valverde com a Aveline Ortega
- Eddie Marsan com a oncle
- Henry Goodman as Karl Marx
- Paul Ritter com a Augustus Rowley
- Morgan Watkins com a George Gissing
- Peter Sullivan com a l'inspector Roberts
- Adam Brown com a Mr. Gerrard
- Clive Brunt com a Charlie